# لورين بوتير
لورين بوتير (بالإنجليزية: Lauren Potter) هي ممثلة أمريكية، ولدت في 10 مايو 1990 في كاليفورنيا إينلاند إمباير في الولايات المتحدة.

## أعمال

### مسلسلات
- غلي

## ترشيحات
- Screen Actors Guild Award for Outstanding Performance by an Ensemble in a Comedy Series [الإنجليزية]‏، عن عمل: غلي (2012)

## وصلات خارجية
- لورين بوتير على موقع IMDb (الإنجليزية)
- لورين بوتير على موقع روتن توميتوز (الإنجليزية)
- لورين بوتير على موقع ألو سيني (الفرنسية)
- لورين بوتير على موقع ألو سيني (الفرنسية)
- لورين بوتير على موقع أول موفي (الإنجليزية)
- لورين بوتير على موقع قاعدة بيانات الفيلم (الإنجليزية)
- لورين بوتير على موقع ليتربوكسد (الإنجليزية)
- لورين بوتير على موقع كينوبويسك (الروسية)